# Sträkeln
Sträkeln (engl. Knooking) ist eine Häkeltechnik, die es mit Hilfe einer speziellen Häkelnadel möglich macht, Gewebe herzustellen, das wie gestrickt aussieht. Diese Häkelnadel hat ein Loch (Öhr), durch das ein Kontrastfaden geführt werden kann. Sträkeln wird daher auch „Stricken mit der Häkelnadel“ genannt. Das Kofferwort Sträkeln setzt sich zusammen aus den Worten Stricken und Häkeln. Auch das tunesische Häkeln wird als Sträkeln bezeichnet. Dazu wird eine längere Nadel verwendet, die an einer oder beiden Seiten einen Haken hat.